# Neoascia metallica
Neoascia metallica är en tvåvingeart som först beskrevs av Samuel Wendell Williston  1882.  Neoascia metallica ingår i släktet dvärgblomflugor, och familjen blomflugor. Inga underarter finns listade i Catalogue of Life.